# Passeport monégasque
Le passeport monégasque est un document de voyage international délivré aux ressortissants monégasques, et qui peut aussi servir de preuve de la citoyenneté monégasque. 

## Liste des pays sans visa ou visa à l'arrivée
En 2021, les citoyens monégasques peuvent entrer sans visa préalable (soit absence de visa, soit visa délivré lors de l'arrivée sur le territoire) dans 174 pays et territoires pour des voyages d'affaires ou touristiques de courte durée. Selon l'étude de Henley & Partners, Monaco est classée seizième, à égalité avec le Chili, la Roumanie et les Émirats arabes unis en termes de liberté de voyages internationaux.

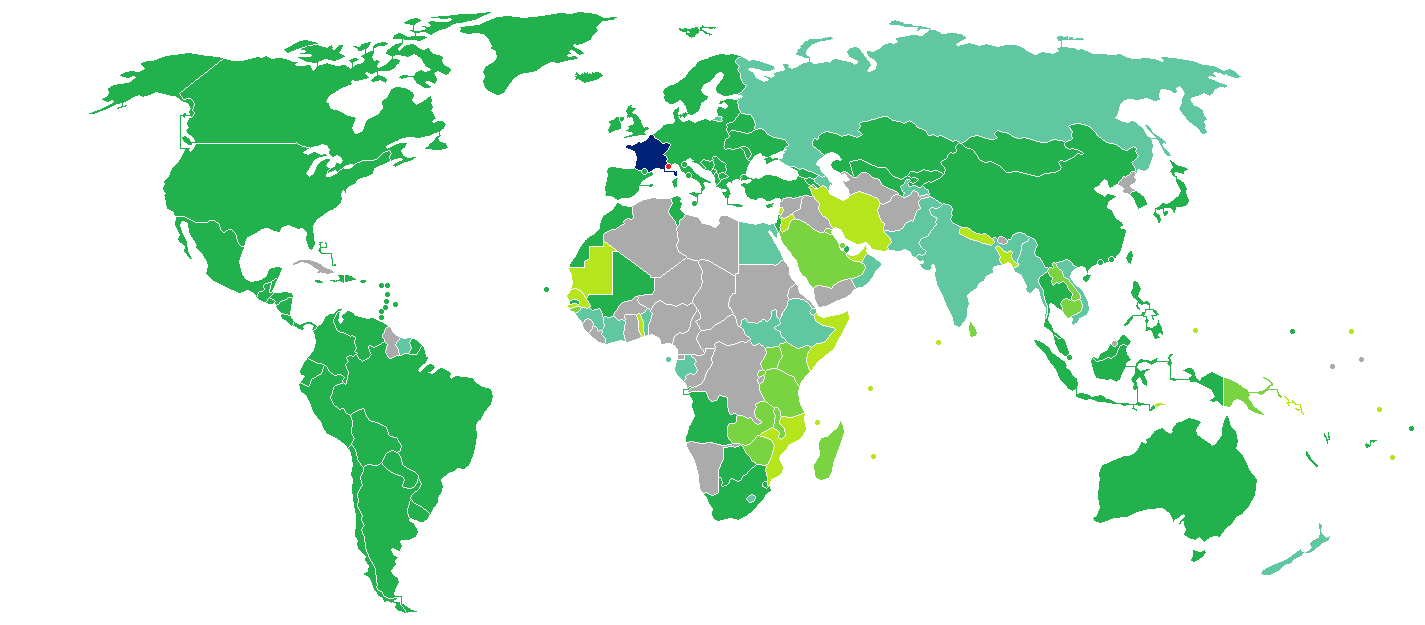
Les nécessités de visas pour les citoyens monégasques.